# Pyxis di Zamora
La Pyxis di Zamora è una pyxis, ossia una scatola cilindrica, scolpita in avorio e risalente al X secolo, quando gran parte della penisola iberica si trovava sotto il controllo del califfato di Cordova. Attualmente è conservata presso il Museo archeologico nazionale di Spagna, a Madrid.

## Storia
La pisside fu commissionata dal califfo omayyade al-Hakam II nel 964 per la sua concubina Subh, in seguito moglie prediletta e madre del futuro califfo Hisham II. L'avorio utilizzato è direttamente collegato alle botteghe e ai laboratori della città di Madinat al-Zahra'. L'oggetto, concepito per contenere cosmetici, gioielli o boccette per profumi, ben rappresenta la sofisticatezza della classe dirigente del califfato di Cordova. Durante tale periodo, nel fiorente contesto intellettuale cordovano, la dinastia umayyade di al-Andalus era in forte competizione con quella abbaside di Baghdad: gli Omayyadi, infatti, tentavano di restaurare la loro autorità e ottenere nuovamente il controllo del califfato - che durante l'età omayyade aveva Damasco come capitale. A Cordova, gli Omayyadi promossero opere architettoniche notevoli e la produzione di numerosi beni di lusso, tra cui tessuti e intagli in avorio, come nel caso della pyxis di Zamora. L'iconografia scelta per la decorazione di molte delle pyxides dell'epoca puntava a rafforzare l'idea della superiorità politica degli Omayyadi sugli Abbasidi.
Nel 962, la nascita del legittimo erede Abd al-Rahman - che aveva ereditato il suo nome dal nonno Abd al-Rahman III e morì in tenera età nel 970 - fu celebrata non soltanto nella letteratura e nella poesia, ma anche nelle arti figurative. L'iscrizione araba che si legge intorno al coperchio della pisside difatti afferma: "La benedizione di Allah sull'Imam, il servo di Allah, al-Hakam II al-Mustanṣir bi-llāh, Comandante dei Fedeli. Questo è ciò che Egli ha comandato fosse realizzato per la nobile donna, la madre di Abd al-Rahman, sotto la direzione di Durri al-Saghir nell'anno 353 (964 nel calendario gregoriano)".

## Descrizione

### Tecnica
L'intaglio dell'avorio era una pratica nota nel mondo mediterraneo, diffusasi anche prima dell'età dell'Impero romano. L'avorio era costoso a causa della distanza che divide da una parte l'Africa subsahariana e l'India, aree dove venivano procurate le zanne d'elefante, e dall'altra il Mediterraneo, dove l'avorio delle zanne veniva lavorato. Il califfato omayyade, quando conquistò la penisola iberica intorno all'VIII secolo, portò con sé la tradizione dell'intaglio delle pissidi anche in Spagna, dove non sono mai state rinvenute testimonianze di scatole o pyxides scolpite in avorio prima dell'età omayyade.
La qualità della lavorazione dei manufatti era fondamentale, considerando i costi del materiale. Tra le opere islamiche, cristiane e romane l'assenza di segni, degli utensili e degli attrezzi utilizzati, era considerata indice di buona fattura. L'incisione di piccoli oggetti come le pissidi richiedeva precisione e tempo, due fattori che contribuivano a far lievitare i costi totali. La pyxis di Zamora mostra la sua pregevolezza grazie al motivo intrecciato a rilievo profondo, nonché all'assenza di segni visibili degli attrezzi. Tali tecniche scultoree furono adoperate anche per altre pissidi dello stesso periodo, come nel caso della Pyxis di al-Mughira. Il costo e la rarità di tali scatole rendevano il loro possesso accessibile esclusivamente alla classe sovrana.

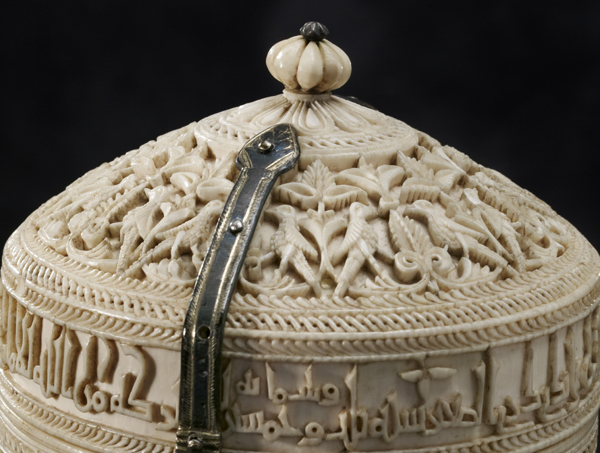
Dettaglio del coperchio.

Le scatole cilindriche, come la pyxis di Zamora, venivano prodotte sfruttando la curvatura naturale e la cavità della parte più spessa della zanna di elefante. Le pissidi cilindriche erano meno soggette alla deformazione rispetto alle scatole rettangolari, grazie alla resistenza conservata dalla zanna, nella sua forma circolare. La superficie ininterrotta della pyxis permise la realizzazione di un'unica decorazione compositiva, senza alcun bordo nell'avorio. L'arabesco di tale oggetto, unitamente all'iscrizione araba presente sul coperchio (che descriveva dettagliatamente il mecenatismo e la donazione della pyxis), lascia intuire che la pisside dovesse essere ruotata tra le mani per poterne apprezzare totalmente l'artigianalità. La decorazione incoraggiava il soggetto che lo impugnava ad aprire il contenitore, poiché la ricchezza esteriore rispecchiava i preziosi materiali contenuti all'interno (prevalentemente profumi o gioielli).

### Iconografia

#### Il motivo alato
La pyxis di Zamora presenta molte raffigurazioni di ali spiegate all'interno della decorazione ad arabesco. Il motivo alato acquisì popolarità primariamente nella cultura sasanide. Le ali simboleggiavano potere e religione, ed erano particolarmente diffuse nelle decorazioni delle corone e dei sigilli sasanidi. Questa scelta decorativa successivamente influenzò le arti decorative reali del periodo omayyade, con la ripetizione del motivo alato sui beni di lusso.

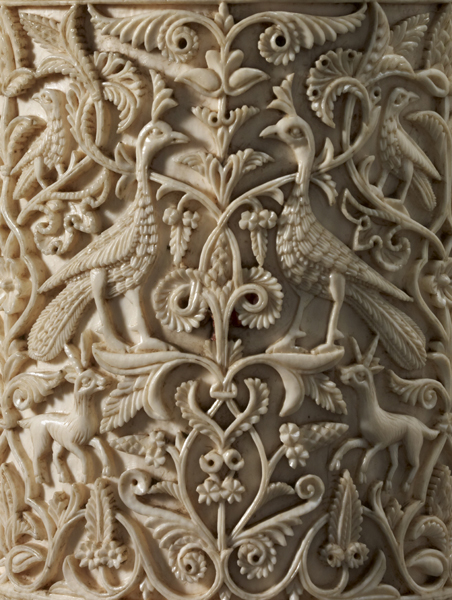
Dettaglio della decorazione: sono visibili i pavoni, le gazzelle e il motivo alato.

#### Il pavone
L'immagine del pavone è ripetuta ben quattro volte nella sezione centrale della pisside. Nel contesto della filosofia islamica, i pavoni erano visti come esseri apotropaici. Questa visione era il risultato di diverse credenze islamica sugli uccelli. Alcuni interpreti islamici ritenevano che il pavone si accoppiasse in maniera asessuata, associando il volatile alla purezza. Altre interpretazioni elaborate dai seguaci islamici della filosofia della natura ipotizzavano che i pavoni potessero rilevare il veleno. Ciò condusse all'uso medicinale delle piume dell'animale. Le leggende popolari narravano della capacità del pavone di uccidere i serpenti: in chiave religiosa, ciò alludeva alla sua capacità di allontanare le influenze maligne del demonio. Tale chiave di lettura collegò il volatile alla concezione islamica del Paradiso. L'uccello continuò ad avere una rilevanza notevole nel mondo iconografico islamico, e le immagini dei pavoni (o delle loro piume) vennero adoperate nei contesti reali, ad imitazione della tradizione persiana.

#### La gazzella
Svariate rappresentazioni di gazzelle circondano i pavoni sulla pyxis. Il significato attribuito alla gazzella affonda le sue radici nella poesia arabica preislamica, nella quale all'animale erano spesso attribuite delle proprietà magiche; il corpo esile e gli occhi spalancati, invece, venivano associati alle donne. In seguito gli Omayyadi continuarono a collegare le gazzelle alla femminilità e alla eleganza. Esse furono viste come prede rapide e seducenti, spesso celebrate dai cacciatori.